# بوخنیتس (استان اشوی‌داشکسیه)
بوخنیتس (به لهستانی: Bocheniec) یک منطقهٔ مسکونی در لهستان است که در گمینا ماووگوشچ واقع شده‌است.